# Omphax bara
Omphax bara là một loài bướm đêm trong họ Geometridae.